# Transeuropeiska nät
Transeuropeiska nät (TEN) är ett infrastrukturnät inom Europeiska unionen. Det består av tre delar: det transeuropeiska transportnätet (TEN-T), det transeuropeiska telenätet (eTEN) och det transeuropeiska energinätet (TEN-E). Projekt som syftar till att bygga ut infrastrukturen inom de transeuropeiska näten kan erhålla ekonomiskt stöd från unionen. Syftet är att stödja projekt som knyter samman Europa och bidrar till europeisk integration.
Mellan 1995 och 2020 finansierades 30 utvalda projekt som totalt kostade 225 miljarder euro, varav upp till 20 procent finansierades av unionen. Ett av de större projekten som ingår i TEN är Öresundsbron, som är avsedd att underlätta trafik mellan Danmark och Sverige. Även Svinesundsbron, Citytunneln i Malmö och i viss mån några väg- och järnvägsprojekt Stockholm-Malmö, Stockholm-norska gränsen och Malmö-norska gränsen har fått bidrag från detta program.
Det transeuropeiska energinätet omfattar handel med el och gas medan det transeuropeiska telenät omfattar samarbete kring telekommunikation.
Transeuropeiska nät är ett av Europeiska unionens befogenhetsområden. Unionen har delad befogenhet med medlemsstaterna att lagstifta på området.